# Josep Trueta i Raspall

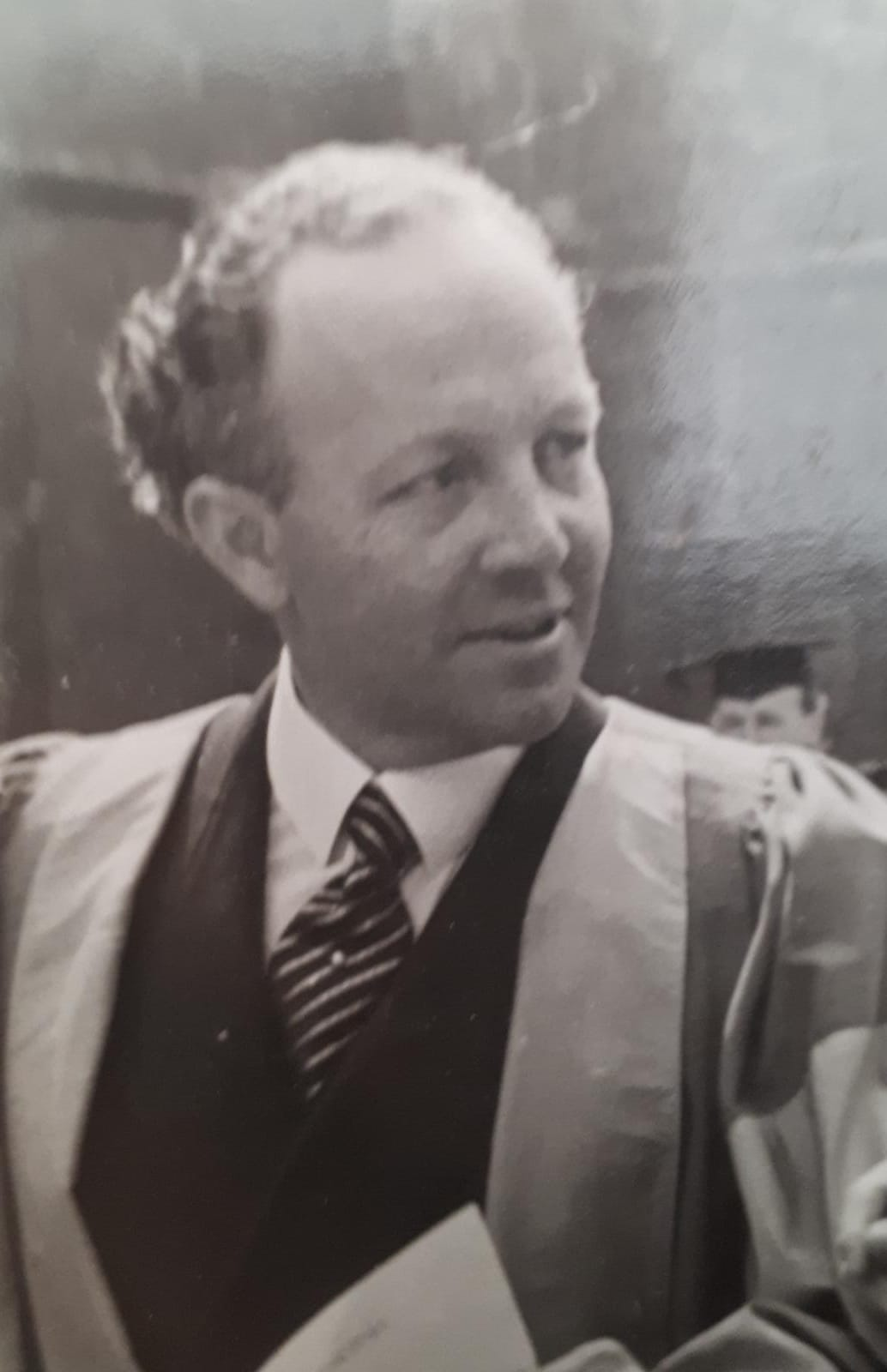
Josep Trueta i Raspall (1943)

Josep Trueta i Raspall (* 27. Oktober 1897 in Barcelona; † 19. Januar 1977 ebenda) war ein spanisch-katalanischer Chirurg, Traumatologe, Professor für Chirurgie an der Universität Oxford und Mitglied des „Katalanischen Nationalrates“ („Consell Nacional Català“).

## Leben und Werk
Josep Trueta schloss 1921 sein Medizinstudium in Barcelona ab und promovierte dort 1922. Er arbeitete zunächst am Hospital de la Santa Creu, das damals von Manuel Corachán geleitet wurde, und am Hospital de Sant Pau in Barcelona. 1935 übernahm er die Leitung der chirurgischen Abteilung des Hospital de Sant Pau. 1936, zu Beginn des spanischen Bürgerkrieges (1936–1939), wurde Josep Trueta in der Nachfolge des verstorbenen Enric Ribas i Ribas (1870–1935) zum Professor für Chirurgie an der Autonomen Universität Barcelona ernannt. Während des spanischen Bürgerkrieges entwickelte er ein Verfahren zur Behandlung offener Frakturen, das er in dem Werk El tractament actual de les fractures de guerra beschrieb.
1939 ging er über Perpignan ins Exil nach England und ließ sich auf Einladung der Leitung des passiven Verteidigungsdienstes Großbritanniens in Oxford nieder. Im selben Jahr veröffentlichte er sein Buch über Kriegsfrakturen unter dem Titel Treatment of War Wounds and Fractures auf Englisch. Sein Verfahren wurde von den alliierten Armeen im Zweiten Weltkrieg übernommen.
Das Verfahren, das vor allen Dingen in Frankreich fachlich stark kritisiert wurde, bestand im Wesentlichen im absolut sauberen Entfernen von Fremdkörpern, einer möglichst vollständigen Entfernung devitalen Gewebes und der Ruhigstellung der Gliedmaße in einem Gipsverband. Es konnte sehr gute Behandlungserfolge bei Vermeidung von Amputationen erzielen. Die korrekte Anwendung der Trueta-Methode ermöglichte die erfolgreiche Bekämpfung der Gewebsnekrose Gangrän. Seinen Höhepunkt erreichte das Verfahren im Einsatz von „Tobruk-Gips“ in den nordafrikanischen Wüstenschlachten des Zweiten Weltkrieges.
Später bemerkte Trueta auch, dass einige Patienten, die mit relativ geringfügigen Beschwerden ins Krankenhaus eingeliefert wurden, innerhalb einer Woche an Urämie verstarben. Auf Basis dieser Beobachtungen entdeckte er den doppelten Nierenkreislauf. Infolge eines Schocks wird der kortikale Nierenkreislauf reduziert oder ganz aufgehoben und in Richtung des Nierenmarks umgeleitet, da dort der Transit schneller vonstattengeht. Dadurch hat das Blut nicht mehr genug Zeit, die Nierenzellen mit Sauerstoff zu versorgen, was zur oben genannten Urämie führt. Trueta konnte diesen Befund dadurch untermauern, dass das Blut in der Nierenvene den gleichen Sauerstoffanteil wie in der Nierenarterie aufweist. Diese Erkenntnisse markierten den Beginn neuer Studien zu lokalen Kreisläufen. Trueta veröffentlichte diese Erkenntnisse 1947 unter dem Titel Studies on Renal Circulation.
Von 1940 bis 1949 arbeitete Josep Trueta als Chirurg am John Radcliffe Hospital und am Wingfield Morris Orthopaedic Hospital beide in Oxford. 1949 wurde er zum Professor für Orthopädie an der Universität Oxford ernannt. 1965 ging er aus dieser Position in den Ruhestand. 1942 wurde er von der Universität Oxford zum Ehrendoktor ernannt. Er wandelte das Wingfield Morris Orthopaedic Hospital dieser Universität in das Nuffield Orthopaedic Centre (NOC) um und gründete dort mit finanzieller Unterstützung von Lord Nuffield das erste mit umfangreichen Forschungsmitteln ausgestattete, große orthopädische Krankenhaus.
Im Exil engagierte sich Josep Trueta intensiv für die politischen Belange Kataloniens. Er war seit 1940 Mitglied des 1939 in Frankreich durch Lluís Companys gegründeten und nach dessen Ermordung nach London umgezogenen Katalanischen Nationalrats. Er förderte die Anglo-Katalanische Gesellschaft sowie die katalanischen Sendungen der BBC (1947–1957). 1940 schrieb er das Werk The Spirit of Catalonia, um das Bewusstsein der angelsächsischen Welt für die Probleme Kataloniens unter der Franco-Diktatur ins Bewusstsein zu rufen. 1950 übersetzte der katalanische Schriftsteller Vicenç Riera i Llorca in Mexiko dieses Werk in die katalanische Sprache. Das Werk erschien in zahlreichen Auflagen.
1960 leitete Josep Trueta den Kongress der Internationalen Gesellschaft für Orthopädie und Traumatologie in New York. 1967 kehrte er nach Katalonien zurück und lebte in Barcelona und Santa Cristina d’Aro (Costa Brava). Er setzte seine Forschungsarbeiten insbesondere zur Knochenentstehung in privatem Rahmen fort. 1969 wurde er mit dem Virgili-Preis der katalanischen Gesellschaft für Chirurgie ausgezeichnet. Von 1971 bis 1973 fungierte Josep Trueta als Präsident der Katalanischen Gesellschaft für Biologie. 1970 wurde er Ehrenmitglied der Königlichen Akademie der Medizin von Barcelona. 1972 wurde er zum Mitglied des Institut d’Estudis Catalans ernannt. Er erhielt Ehrendoktorwürden der Universitäten Buenos Aires, Göteborg und der Autonomen Universität von Barcelona. Er war Ehrenmitglied der British Orthopedic Association. Zu seinen zahlreichen Auszeichnungen gehören die Goldmedaille der Stadt Barcelona (1976), das Großkreuz Karls III. und posthum die Goldmedaille von Sant Jordi des Provinzrates von Barcelona und der Preis König Jaume I (1977).
Josep Trueta hinterließ außerdem seine Memoiren Fragments d’una vida (1977, Fragmente eines Lebens), die posthum von seiner ältesten Tochter, der Historikerin Amèlia Trueta i Llacuna (1924–2022), herausgegeben wurden. Er war auch der Vater der Biologin und Sozialaktivistin Montserrat Trueta i Llacuna (1932–2018), die 1984 die katalanische Stiftung für Betroffene des Down-Syndroms ins Leben rief. 2009 wurde die Korrespondenz Josep Truetas mit Pau Casals veröffentlicht.
Nach Josep Trueta sind heute unter anderem folgende öffentliche Einrichtungen benannt: Die Straße „Carrer del Doctor Trueta“ número 236 (zuvor: „Carrer Wad-Ras“) im Barceloneser Stadtteil Poblenou, in der Josep Truetas Geburtshaus liegt, die Stiftung „Fundació Humanitària Dr. Josep Trueta“ sowie seit 1990 das Universitätsklinikum Girona unter dem Namen Hospital Universitari Dr. Josep Trueta. Die Generalitat de Catalunya rief mit Dekret vom 30. April 2024 die Josep-Trueta-Medaille und -Plakette für Verdienste im Gesundheitswesen ins Leben. Hiermit werden Personen und Einrichtungen geehrt, die sich durch herausragende Leistungen zur Verbesserung und Weiterentwicklung des Gesundheitswesens hervortun. Die Medaille wird an Einzelpersonen, die Plakette an juristische Personen verliehen.